# 新淀川大橋

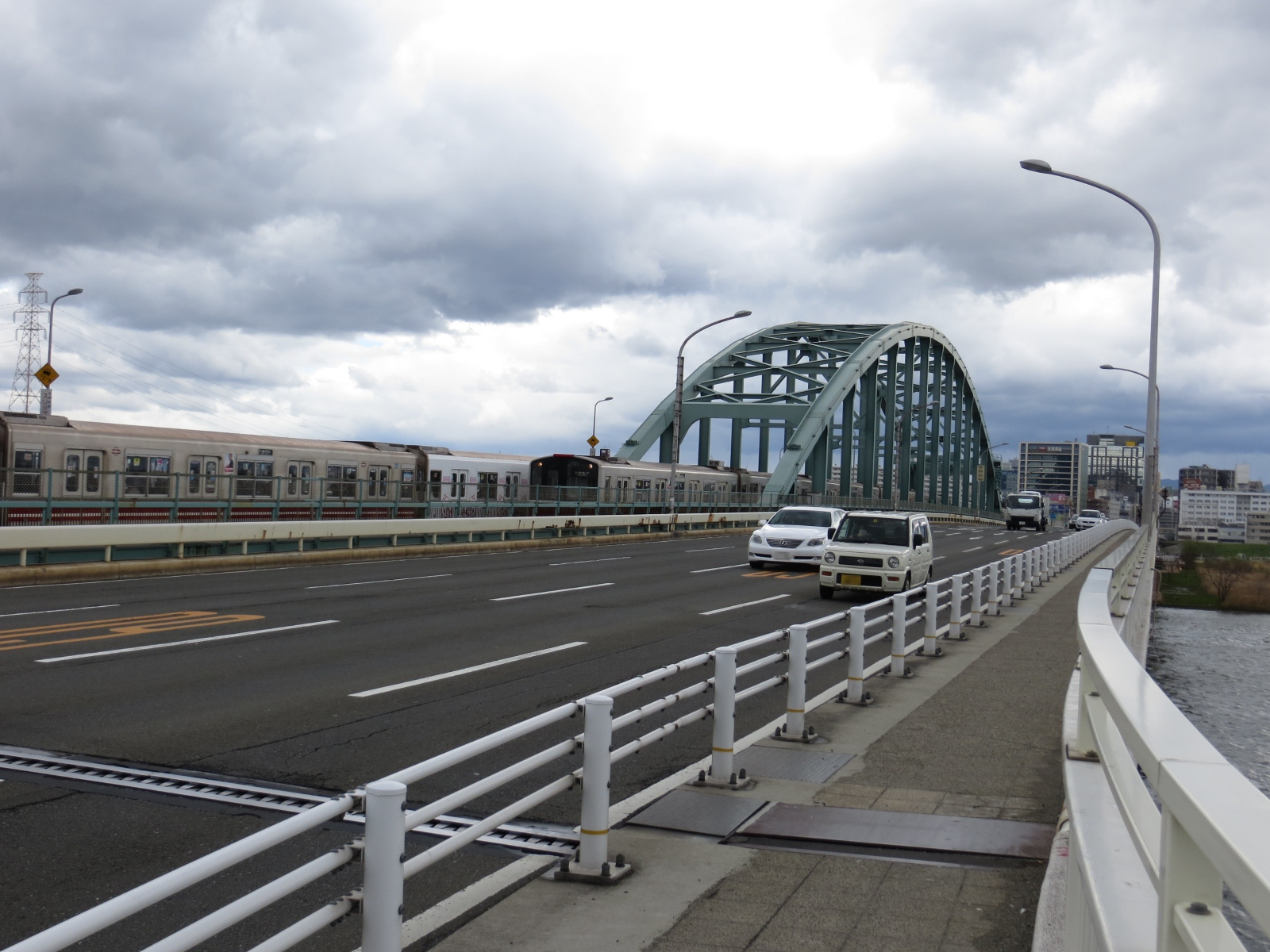
道路橋および鉄道橋

新淀川大橋（しんよどがわおおはし）は、大阪府大阪市北区豊崎と淀川区西中島を結ぶ淀川に架かる国道423号（新御堂筋）、大阪市高速電気軌道 (Osaka Metro) 御堂筋線の橋梁である。大阪市の中心部と新大阪・千里ニュータウン方面を結ぶ動脈の橋であるため交通量・運行本数は多い。浪速の名橋50選に選定されている。

## 概要

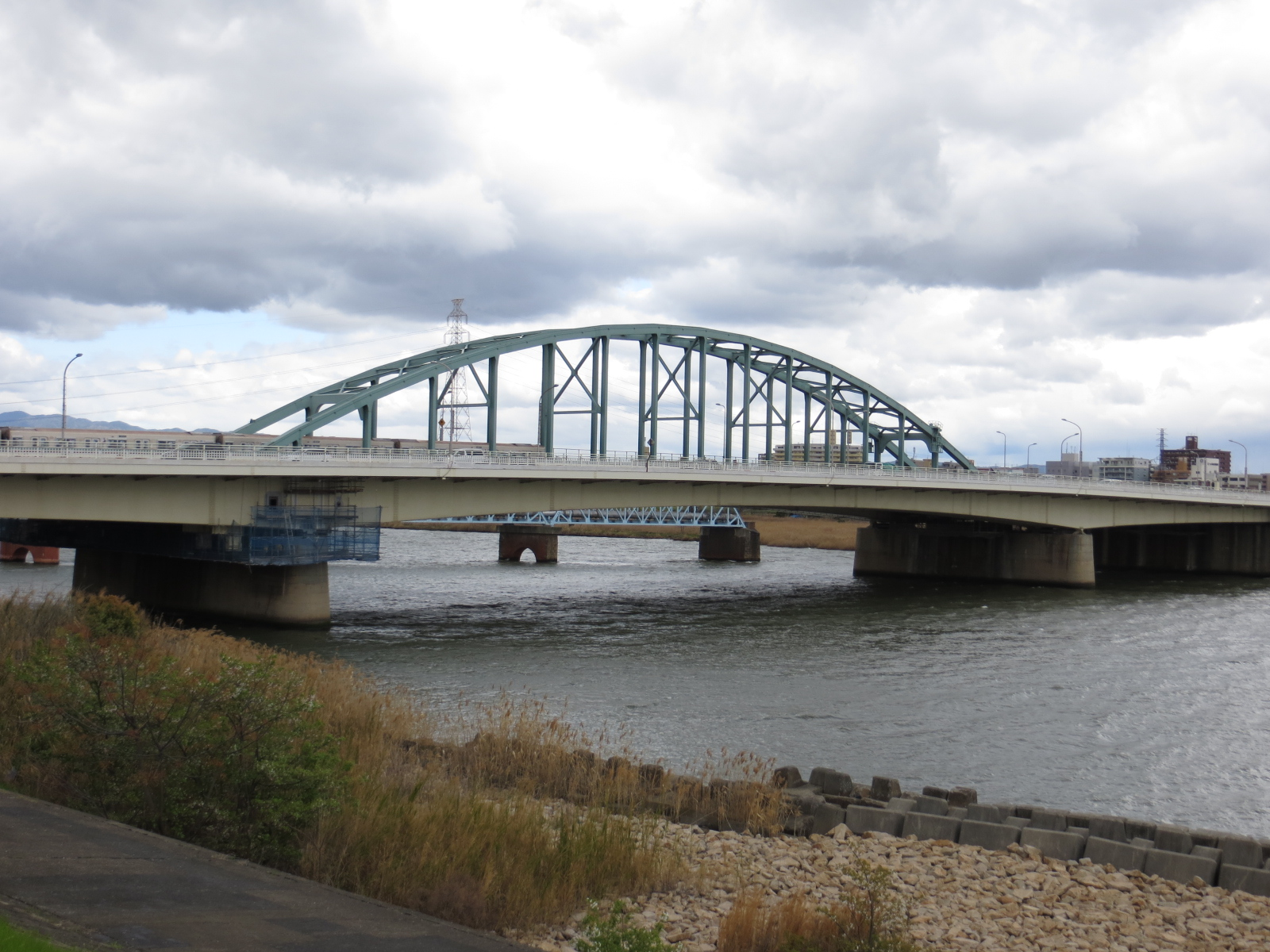
アーチ部分

中央の御堂筋線鉄道橋を両側の道路橋で挟んだ構造となっており、歩道も設置されている。鉄道橋は3径間の中央径間がランガー桁となるアーチ橋、道路橋は3径間連続の鋼床版桁橋となっている。

### 諸元
- 形式 - 鋼床版桁
- 橋長 - 上流側道路部794.8m、下流側道路部813.1m
- 幅員 - 上流側道路部16m（4車線）、下流側道路部14m（3車線）
- 径間数 - 3（淀川流域部）
- 最大支間 - 115m
- 竣工 - 1964年（昭和39年）、1969年（昭和44年）

## 歴史
現在の新淀川大橋は戦前から構想され、1939年（昭和14年）には下部工が完成した。しかし、戦時の資材・資金不足のため、下部工のみ竣工した状態で建設が中断された。建設再開は約20年後となり、東海道新幹線開通前の1964年（昭和39年）に地下鉄御堂筋線、大阪府道大阪箕面線として開通した。大阪万博開催直前の1970年（昭和45年）3月には下流側に現在の北行きが完成し、現在の姿となった。1982年（昭和57年）には国道423号に昇格している。
- 1926年（大正15年） - 高速鉄道1号線（地下鉄御堂筋線）江坂-我孫子間が都市計画決定
- 1932年（昭和7年） - 北野豊津線として事業認可
- 1935年（昭和10年） - 設計完了
- 1939年（昭和14年） - 下部工事の完成後に資金不足により建設中断
- 1960年（昭和35年）1月 - 建設再開
- 1964年（昭和39年） - 鉄道部分と上流側の道路が開通
- 1970年（昭和45年）3月 - 下流側の道路が開通
- 1982年（昭和57年）4月1日 - 国道423号に指定

## 周辺
- 本庄水管橋 - 土木遺産
- 上淀川橋梁：東海道本線（JR京都線） - 上流側の橋
- 新淀川橋梁：阪急神戸本線・阪急宝塚本線・阪急京都本線 - 下流側の橋

## 位置情報
- 淀川河口より8.4km[2]

## アクセス
- 大阪市高速電気軌道御堂筋線 西中島南方駅から徒歩約5分
- 阪急京都本線 南方駅から徒歩約3分